# Jacques de Clèves
Jacques de Clèves (vollständiger Vorname Jean-Jacques, * 1. Oktober 1544; † 6. September 1564) war Herzog von Nevers und Pair de France, Graf von Rethel und Graf von Eu von 1562 bis 1564.

## Leben
Jacques de Clèves war der Sohn von François I. de Clèves, duc de Nevers und seiner Ehefrau Marguerite de Bourbon-Vendôme, der älteren Schwester von Antoine de Bourbon, duc de Vendôme; er war somit ein Vetter von Henri de Bourbon, der 1572 als Heinrich III. König von Navarra und 1589 als Heinrich IV. König von Frankreich wurde.
Jacques de Clèves wurde 1558 mit Diane de La Marck (1544–nach 1612) verheiratet, Tochter von Robert IV. de La Marck, Herzog von Bouillon, und Françoise de Brézé, Gräfin von Maulévrier, der Tochter von Diane de Poitiers.
Ende 1562 erbte er unerwartet Nevers und die Pairie, Rethel und Eu durch die Tod seines Bruders François II. de Clèves, duc de Nevers, der in der Schlacht von Dreux zu Tode kam, der sich angeblich selbst erschoss, als er die korrekte Ladung seiner Pistole überprüfen wollte. Er selbst starb zwei Jahre später. Seine Ehe blieb kinderlos.
Seine Erbin in Nevers und Rethel wurde seine ältere Schwester Henriette de Clèves, die im Jahr darauf Luigi Gonzaga heiratete und damit die beiden Gebiete dem Haus Gonzaga zuführte; seine jüngere Schwester Catherine de Clèves erbte die Grafschaft Eu; sie war mit Antoine III. de Croÿ verheiratet, Prince de Porcéan († 1567, die Ehe blieb kinderlos), später mit Henri I. de Lorraine, duc de Guise († 1588), von dem sie 14 Kinder bekam.

### Weblink
- Etienne Pattou, Maison de La Marck (online, abgerufen am 11. Juli 2019)

| Personendaten    | Personendaten                             |
| ---------------- | ----------------------------------------- |
| NAME             | Clèves, Jacques de                        |
| ALTERNATIVNAMEN  | Clèves, Jean-Jacques de                   |
| KURZBESCHREIBUNG | Herzog von Nevers, Graf von Rethel und Eu |
| GEBURTSDATUM     | 1. Oktober 1544                           |
| STERBEDATUM      | 6. September 1564                         |